# Freischläfer
Freischläfer ist ursprünglich ein Begriff aus der Soldatensprache und wurde für diejenigen Leute auf Kriegsschiffen angewendet, die keine Nachtwache hatten, deren Dienst daher erst um 4 Uhr morgens begann.
Zu diesen Mannschaften zählten die Lastleute, Hellegatsleute, Stewards und Schiffshandwerker.